# Resnik (Babušnica)
Pour les articles homonymes, voir Resnik.
Resnik (en serbe cyrillique : Ресник) est un village de Serbie situé dans la municipalité de Babušnica, district de Pirot. Au recensement de 2011, il comptait 112 habitants.

## Démographie
| 1948 | 1953 | 1961 | 1971 | 1981 | 1991 | 2002 | 2011 |
| ---- | ---- | ---- | ---- | ---- | ---- | ---- | ---- |
| 434  | 444  | 408  | 322  | 267  | 203  | 158  | 112  |

|  |